# بایاس دی‌سی
هنگام توصیف یک تابع متناوب در حوزه زمان، بایاس DC، مؤلفه دی‌سی، آفست دی‌سی یا ضریب دی‌سی میانگین دامنه شکل موج است. اگر میانگین دامنه صفر باشد، بایاس DC وجود ندارد. شکل موج بدون بایاس DC به عنوان یک موج دی‌سی متعادل‌شده یا موج بدون دی‌سی شناخته شده‌است.

## کاربردها
در طراحی مدارهای تقویت‌کننده الکترونیکی، هر قطعه فعال برای تنظیم نقطه کار خود، جریان و ولتاژ حالت پایدار در هنگام که هیچ سیگنالی اعمال نشده‌است، دارای بایاس است. به عنوان مثال در بایاس ترانزیستور دو قطبی، شبکه‌ای از مقاومت‌ها برای اعمال مقدار کمی دی‌سی در پایه بیس ترانزیستور استفاده می‌شود.

### سیستم‌های مخابراتی
سیگنال‌های دی‌سی متعادل‌شده در سیستم‌های مخابراتی برای جلوگیری از خطاهای بیت هنگام عبور از مدارهایی با اتصال تزویج خازنی یا ترانسفورماتور استفاده می‌شود.

### صوتی
در ضبط صدا، یک آفست دی‌سی ویژگی نامطلوبی در صدای ضبط شده‌است. در ضبط صدا قبل از رسیدن به دستگاه ضبط صدا، رخ می‌دهد و به‌طور معمول توسط تجهیزات معیوب یا کم کیفیت ایجاد می‌شود. آفست باعث می‌شود تا مرکز شکل موج ضبط در ۰ نباشد بلکه در یک مقدار بالاتر یا پایین‌تر مثلاً ۰٫۱+ یا ۰٫۱- باشد. این می‌تواند دو مشکل اصلی ایجاد کند. یا بلندترین قسمت‌های سیگنال زودتر بریده می‌شوند، زیرا مبنای شکل موج به بالا منتقل شده‌است، یا اعوجاج در فرکانس پایین غیرقابل شنیدن رخ خواهد داد. اعوجاج با فرکانس پایین ممکن است در ضبط اولیه قابل شنیدن نباشد، اما اگر شکل موج به یک قالب دیجیتالی فشرده یا MP3 تبدیل شود، این خرابی در صوت ممکن است قابل شنیدن باشد.
یک بایاس دی‌سی به جهت تنظیم توان در تقویت‌کننده‌های توان برای کنترل شبکه لامپ‌های خلأ بکار می‌رود.